# The Slider
| 전문가 평가          | 전문가 평가 |
| 평가 점수            | 평가 점수   |
| 출처                 | 점수        |
| -------------------- | ----------- |
| AllMusic             | [ 1 ]       |
| Consequence of Sound | [ 2 ]       |
| PopMatters           | [ 3 ]       |
| Pitchfork            | 9.5/10      |
| Q                    | 4/별        |
| Rolling Stone        | 4/별        |

《The Slider》는 마크 볼란의 밴드 티렉스의 1972년 음반으로, 1968년 티라노사우루스 렉스로 데뷔한 이후 일곱 번째 음반이자, 티렉스라는 이름으로 세 번째 음반이다. 이 음반은 7월 21일, 음반사 EMI와 리프리즈에 의해 발매되었다. 음반 홍보를 위해 〈Telegram Sam〉과 〈Metal Guru〉라는 두 개의 싱글이 발매되었다.
《The Slider》는 비평가들로부터 갈채를 받았고 영국 차트에서는 4위, 미국 차트에서는 17위에 올랐다.

## 녹음 및 제작
엘튼 존의 추천으로, 《The Slider》는 영국의 과세법을 피하기 위해 파리 외곽 샤토 드 에후빌에서 녹음되었다. 제작은 1972년 3월에 시작되었고 기본 녹음은 5일 만에 스트로베리 스튜디오에서 완료되었다. 샤토에서 녹음된 노래 중 하나는 〈Metal Guru〉였다. 볼란은 이 노래를 "생명 노래의 축제"라고 묘사했고, 〈Metal Guru〉를 "주위의 모든 신들입니다. 특별하고 대머리인 사람이요. 전화도 없이 혼자 있을 줄 알았는데요."라고 말했다.
추가 녹음은 3월 말에 덴마크 코펜하겐의 로젠버그 스튜디오에서 이루어졌다. 플로 & 에디의 백 보컬은 4월에 로스앤젤레스의 엘렉트라 스튜디오에서 녹음되었다.
이전의 모든 티렉스 음반과 마찬가지로, 《The Slider》는 토니 비스콘티가 프로듀싱했다.

## 발매
《The Slider》를 홍보하기 위해 두 개의 싱글이 발매되었다. 첫 번째 곡은 〈Telegram Sam〉으로 1972년 1월에 발매되었고 영국에서 12주 동안 차트 1위에 올랐다. 〈Telegram Sam〉은 미국에서도 차트 1위에 올랐고 팝 싱글 차트에서 67위로 정점을 찍었다. 두 번째 싱글은 〈Metal Guru〉로 1972년 5월에 발매되었고 영국에서 14주 동안 차트 1위를 차지했다. 이 음반은 미국에서 차트화 되지 않았다.
《The Slider》는 1972년 7월 21일, 영국의 EMI와 미국의 리프리즈에 의해 발매되었다. 1972년 8월 5일, 영국 차트에 진입하여 18주 동안 4위를 기록했다. 미국에서 이 음반은 발매되자마자 〈Chariot Choogle〉을 흉내내는 밴드가 등장하는 텔레비전 광고와 함께 홍보되었고, 빌보드 200 차트에서 17위로 정점을 찍었다.

## 곡 목록
모든 곡들은 마크 볼란에 의해 작사/작곡하였다.
| #  | 제목                   | 재생 시간 |
| -- | ---------------------- | --------- |
| 1. | 〈Metal Guru〉         | 2:25      |
| 2. | 〈Mystic Lady〉        | 3:09      |
| 3. | 〈Rock On〉            | 3:26      |
| 4. | 〈The Slider〉         | 3:22      |
| 5. | 〈Baby Boomerang〉     | 2:17      |
| 6. | 〈Spaceball Ricochet〉 | 3:37      |
| 7. | 〈Buick Mackane〉      | 3:31      |

| #  | 제목                  | 재생 시간 |
| -- | --------------------- | --------- |
| 1. | 〈Telegram Sam〉      | 3:42      |
| 2. | 〈Rabbit Fighter〉    | 3:55      |
| 3. | 〈Baby Strange〉      | 3:03      |
| 4. | 〈Ballrooms of Mars〉 | 4:09      |
| 5. | 〈Chariot Choogle〉   | 2:45      |
| 6. | 〈Main Man〉          | 4:14      |